# Ширінгуське сільське поселення
Ширінгу́ське сільське поселення (рос. Ширингушское сельское поселение) — муніципальне утворення у складі Зубово-Полянського району Мордовії, Росія. Адміністративний центр та єдиний населений пункт — село Ширінгуші.

## Населення
Населення — 1924 особи (2019, 2100 у 2010, 2424 у 2002).